# Torre Major d'Alcúdia
La Torre Major, dita també Torre del Port Major, és una torre de defensa situada a 18 msnm a la badia d'Alcúdia, entre el Port d'Alcúdia i la zona d'Alcanada. Es tracta d'una torre del segle xvii destinada exclusivament a la defensa, atès que les tasques de vigilància de la zona les desenvolupava la Talaia d'Alcúdia, que protegia tota la zona del port, l'illa d'Alcanada i totes les platges de Muro i Santa Margalida.

## Descripció
Es tracta d'una torre troncocònica feta de marès i pedra calcària i morter, amb un parament extern fet de mitjans de marès i envoltada d'una motlura a l'alçada del parapet. La torre seu damunt un sòcol d'anivellament per adaptar al desnivell del terreny. El portal d'entrada està coronat per l'escut d'armes de Felip II, d'estil renaixentista, i un blasó a cada costat (un amb un castell i l'altre amb un arbre), datat de 1602 i atribuït a Antoni Verger. Damunt l'escut, un matacà sostengut per dos permòdols ornats amb volutes defensen el portal, al qual s'accedeix per una escala de pedra adossada al parament.
L'interior està dividit en dues plantes més la terrassa. El portal condueix a un distribuïdor amb un portal apuntat que duu a una sala gran, producte de la restauració de 1997. Una escala de caragol porta a la primera planta per una cambra que feia la funció de dormitori, i que conduïa a una altra estança desapareguda amb la reforma militar del segle xx, que va massissar la torre. Una altra cambra té la xemeneia, diverses fornícules i sembla que és on hi havia el coll de la cisterna original, i una porta a una altra cambra també desapareguda i a una altra convertida en excusat. A la terrassa s'accedeix per la mateixa escala. Amb la reforma militar s'hi varen bastir dependències militars recents i una garita; s'hi conserva una cambra que feia la funció de porxo i el fumeral, mentre que el trespol original de marès ha patit alteracions.

## Història
La torre fou bastida en el context de la guerra contra els anglesos, que durant la dècada de 1590 sovintejaven la mar d'Alcúdia. Els jurats de la ciutat demanaren al virrei Ferran Sanoguera que es construís una torre al Port Major, la qual es començà a bastir l'estiu de 1599. El 1601 es va col·locar l'escut i s'hi va dur l'artilleria, però les obres no acabaren fins a 1602. El 1614 el picapedrer Antoni Mestre rebé l'encàrrec d'acabar els darrers detalls. El 1619 ja tenia tres canons amb 36 projectils, quatre mosquets, dues piques i dos barrils de pólvora.
Ateses les seves característiques arquitectòniques no consten gaires problemes estructurals ni reparacions. En canvi, al començament hi hagué problemes pel que fa als responsables: de 1621 a 1625 hi ha diverses notícies que no tenia torrer, o que els que hi havia eludien els seus deures perquè romanien sense cobrar. Atesos aquests problemes de manteniment, primer comptava amb un sol home, però més endavant arribà a tenir una tropa sencera, i durant la Guerra de Successió hi arribà a haver un destacament militar sencer. El 1769 encara hi ha constància d'una dotació de tres artillers, i també de la presència d'una bateria a vorera de mar amb cinc canons.
A final del segle xviii i començament del segle xix, la pirateria barbaresca va minorar considerablement, particularment gràcies a la campanya d'Alger de 1784, comandada pel Capità Antoni, i definitivament amb la Conquesta Francesa d'Alger de 1833. Això propicià que la importància de la torre decaigués, i el 1867 l'estat la va traspassar a Hisenda.
Després de la Guerra d'Espanya, els anys quaranta, el Ministeri de Defensa la va confiscar en relació amb la creació de la Línia Tamarit, i l'ocupà un destacament naval. Per adaptar-se a les noves necessitats va patir grans modificacions estructurals a l'interior, mutilacions i afegits, que n'alteraren la composició, i hom hi col·locà enginys metàl·lics per la senyalització i transmissió, i per a pràctiques de llançament i maniobres de submarins. Tot plegat fou retirat i, en bona part, restaurat a partir de 1997, en un seguit d'obres de rehabilitació després que la compràs l'Ajuntament d'Alcúdia l'any 1996.